# Fuiste un trozo de hielo en la escarcha
Fuiste un trozo de hielo en la escarcha es una balada escrita originalmente por José María Cano para el álbum de estudio debut como solista de la cantante Amaya Uranga (exintegrante de Mocedades) Volver, publicado en 1986.
Más tarde fue versionada por el cantante puertorriqueño Chayanne con producción de Ronnie Foster. Fue lanzado como el tercer sencillo del álbum de estudio nominado al Grammy Chayanne II (1988) y se convirtió en el primer sencillo número uno del cantante en la lista Billboard Hot Latin Tracks a finales de 1989 y el primer sencillo número uno de un artista puertorriqueño en esta lista.

## Antecedentes
La letra de "Fuiste un trozo de hielo en la escarcha" trata principalmente sobre el final de una relación sentimental; en el, el hablante cuenta la historia de una chica que lo deja con una cruel despedida por su partida. A medida que avanza la canción, reconoce las cosas buenas de la relación y su sorpresa de que esta haya terminado. El autor de la canción, José María Cano, integrante del exitoso trío español Mecano, también escribió "Tiempo de Vals", tema principal del siguiente disco de Chayanne, publicado en 1990. Respecto a la composición y el mensaje de la canción, el cantante dijo: “Cuando la canción es sobre algo que no he vivido, trato de hacerlo como una película. Y trato de meterme en el personaje, y sufrir y sentir la canción, puedo relacionarme con algunos, pero para otros me gusta estar dentro de otras vidas. Y trato de interpretarlo. Ahí es donde intentas vivirlo o sentirlo. Y ahí es donde está mi interpretación.”  Una versión portuguesa titulada "Miragem", fue grabada por el cantante para la edición brasileña del álbum. La canción fue versionada en 2004 por la orquesta salsera puertorriqueña N'Klabe, y la incluyó en su disco Salsa Contra Viento y Marea.

## Rendimiento en listas
La canción debutó en el Billboard Hot Latin Tracks en el 16.º en la semana del 7 de octubre de 1989, subiendo entre los diez primeros a la semana siguiente. "Fuiste un trozo de hielo en la escarcha" alcanzó el puesto n°1 el 4 de noviembre de 1989 en su quinta semana, ocupando este puesto durante una semana, siendo reemplazado por "Fría como el viento" de Luis Miguel. Una semana después la canción volvió a ocupar el primer puesto y siendo sucedida tres semanas después por Los Bukis con su canción "Como fui a enamorarme de ti".

## Video musical
Un video musical de la canción fue grabado en 1988 y fue incluido en el DVD del disco Grandes Éxitos de Chayanne de 2002.